# Harald Jopt
Harald Jopt (* 10. März 1924 in Berlin; † 29. Mai 2016 in Quedlinburg) war ein deutscher Schauspieler.

## Leben
Harald Jopt agierte in den 1950er-Jahren als Schauspieler in verschiedenen DEFA- und DFF-Filmproduktionen. Als Theaterschauspieler hatte er Engagements am Elbe-Elster-Theater Wittenberg – hier spielte er 1957 zum Beispiel den Osvald in Henrik Ibsens Gespenster, später am Theater der Stadt Greiz, ab 1963 an den Bühnen der Stadt Gera, am Theater der Stadt Cottbus und ab 1972 an den Städtischen Bühnen Quedlinburg.
Für die an den Bühnen der Stadt Gera im Rahmen der 6. Arbeiterfestspiele der DDR in Gemeinschaftsarbeit geschaffene Uraufführungs-Inszenierung des im Uran-Bergbau der Wismut AG angesiedelten Schauspiels Katzengold wurde Harald Jopt als einer der beiden Hauptdarsteller zusammen mit dem Schauspieler-Kollegen Bert Brunn, dem Autor Horst Salomon und dem Regisseur Wolfgang Pintzka am 5. Oktober 1964 im Kollektiv mit dem Nationalpreis für Kunst und Literatur III. Klasse ausgezeichnet. Zuvor war eben dieses Schöpferkollektiv bereits mit dem Kunstpreis der Stadt Gera geehrt worden.
Harald Jopts Sohn ist der Artist, Clown und Schauspieler Ronald Jopt.

## Filmografie (Auswahl)
- 1954: Leuchtfeuer – Regie: Wolfgang Staudte
- 1955: Mutter Courage und ihre Kinder – Regie: Wolfgang Staudte; (aufgrund von Differenzen zwischen Bertolt Brecht und dem Regisseur abgebrochen)
- 1956: Mich dürstet – Regie: Karl Paryla
- 1959: Reportage 57 – Regie: János Veiczi
- 1960: Flucht aus der Hölle – Regie: Hans-Erich Korbschmitt (4-teilige Fernseh-Serie)
- 1960: Fünf Patronenhülsen – Regie: Frank Beyer
- 1966: Der König und sein Dieb – Regie: Martin Eckermann (Fernsehspiel von Rolf Schneider)